# 阿伦达蒂·潘塔瓦妮
阿伦达蒂·潘塔瓦妮（Arundhati Pantawane，1989年9月2日—），印度女子羽毛球运动员。

## 主要比賽成績
只列出曾進入準決賽的國際賽事成績：
| 年份   | 賽事                 | 公開賽級別 | 項目     | 成績   |
| ------ | -------------------- | ---------- | -------- | ------ |
| 2011年 | 愛沙尼亞羽毛球國際賽 | 國際系列賽 | 女子單打 | 亞軍   |
| 2011年 | 波蘭羽毛球國際賽     | 國際挑戰賽 | 女子單打 | 準決賽 |
| 2011年 | 捷克羽毛球國際賽     | 國際挑戰賽 | 女子單打 | 亞軍   |
| 2013年 | 波蘭羽毛球公開賽     | 國際挑戰賽 | 女子單打 | 準決賽 |
| 2014年 | 印度羽毛球國際挑戰賽 | 國際挑戰賽 | 女子單打 | 亞軍   |

| 2007-2017年 | 首要超級賽 | 超級賽 | 黃金大獎賽 | 大獎賽 | 國際挑戰賽 | 國際系列賽 | 未來系列賽 | 其他 |

| 2018-2026年 | 總決賽 | 超級1000賽 | 超級750賽 | 超級500賽 | 超級300賽 | 超級100賽 | 國際挑戰賽 | 國際系列賽 | 未來系列賽 | 其他 |